# ريتشي ليموس
ريتشي ليموس (بالإنجليزية: Richie Lemos)‏ مواليد 07 فبراير 1920 في لوس أنجلوس - الوفاة 18 أكتوبر 2004، كان ملاكم محترف أمريكي صنّف ضمن فئة وزن الوسط.

## إحصائيات
خاض خلال مسيرته 81 نزالا، فاز في 55 وتعادل في 3 وخسر في 23. فاز بالضربة القاضية في 26 نزالا.

## روابط خارجية
- ريتشي ليموس على موقع بوكس ريك (الإنجليزية) (registration required)